# Football League Third Division
De Football League Third Division was een Engelse voetbalcompetitie. Bij de oprichting in 1920 was dit de derde hoogste klasse in de competitie. Na één seizoen werd de Third Division gesplitst in de Third Division North en de Third Division South. Deze twee fuseerden opnieuw tot één reeks in 1958.
In 1992 werd de Premier League opgericht wat een administratieve splitsing veroorzaakte met de Football League. Van 1992/93 tot 2003/04 bleef het de derde hoogste klasse in de Football League maar in de Engelse competitie was het nu vierde hoogste klasse, het verving hiermee de Fourth Division die nu verdween.
Na het seizoen 2003/04 werd de Third Divison hernoemd naar League Two.

## Stichtende leden 1920
1. Brentford
2. Brighton & Hove Albion
3. Bristol Rovers
4. Crystal Palace
5. Exeter City
6. Gillingham
7. Grimsby Town
8. Luton Town
9. Merthyr Town
10. Millwall
11. Newport County
12. Northampton Town
13. Norwich City
14. Plymouth Argyle
15. Portsmouth
16. Queens Park Rangers
17. Reading
18. Southampton
19. Southend United
20. Swansea Town
21. Swindon Town
22. Watford

## Kampioenen
| Seizoen                       | Kampioen                |
| ----------------------------- | ----------------------- |
| 1920/21                       | Crystal Palace          |
| Na samenvoegen North en South |                         |
| 1958/59                       | Plymouth Argyle         |
| 1959/60                       | Southampton             |
| 1960/61                       | Bury                    |
| 1961/62                       | Portsmouth              |
| 1962/63                       | Northampton Town        |
| 1963/64                       | Coventry City           |
| 1964/65                       | Carlisle United         |
| 1965/66                       | Hull City               |
| 1966/67                       | Queens Park Rangers     |
| 1967/68                       | Oxford United           |
| 1968/69                       | Watford                 |
| 1969/70                       | Leyton Orient           |
| 1970/71                       | Preston North End       |
| 1971/72                       | Aston Villa             |
| 1972/73                       | Bolton Wanderers        |
| 1973/74                       | Oldham Athletic         |
| 1974/75                       | Blackburn Rovers        |
| 1975/76                       | Hereford United         |
| 1976/77                       | Mansfield Town          |
| 1977/78                       | Wrexham                 |
| 1978/79                       | Shrewsbury Town         |
| 1979/80                       | Grimsby Town            |
| 1980/81                       | Rotherham United        |
| 1981/82                       | Burnley                 |
| 1982/83                       | Portsmouth              |
| 1983/84                       | Oxford United           |
| 1984/85                       | Bradford City           |
| 1985/86                       | Reading                 |
| 1986/87                       | Bournemouth             |
| 1987/88                       | Sunderland              |
| 1988/89                       | Wolverhampton Wanderers |
| 1989/90                       | Bristol Rovers          |
| 1990/91                       | Cambridge United        |
| 1991/92                       | Brentford               |
| Na oprichting Premier League  |                         |
| 1992/93                       | Cardiff City            |
| 1993/94                       | Shrewsbury Town         |
| 1994/95                       | Carlisle United         |
| 1995/96                       | Preston North End       |
| 1996/97                       | Wigan Athletic          |
| 1997/98                       | Notts County            |
| 1998/99                       | Brentford               |
| 1999/00                       | Swansea City            |
| 2000/01                       | Brighton & Hove Albion  |
| 2001/02                       | Plymouth Argyle         |
| 2002/03                       | Rushden & Diamonds      |
| 2003/04                       | Doncaster Rovers        |